# 李文華 (正德進士)
李文華（？—？），字惟順，江西廣信府貴溪縣人，民籍，明朝政治人物。

## 生平
弘治十四年（1501年）辛酉科江西鄉試第三十六名舉人。正德六年（1511年）中式辛未科會試第一百六十名，登第二甲第三十八名進士。嘉靖三年（1524年）任德安府同知，四年七月升广东按察司佥事。

## 家族
曾祖李應庚，曾任知府□中議大夫□治尹；祖父李義□；父李□，母江氏。。兄李文英。弟李文潔（舉人）。